# Mela Renetta Grigia di Torriana
La mela Renetta Grigia di Torriana è una mela di tipo renetta riconosciuta come prodotto agroalimentare tradizionale (P.A.T.) italiano (cod. 259). Viene prodotta in Piemonte ed in particolare nei comuni di Barge (CN), Bagnolo (CN) e Cavour (TO).
È anche riconosciuta come Presidio di Slow Food tra le vecchie varietà di mele piemontesi.

## Descrizione

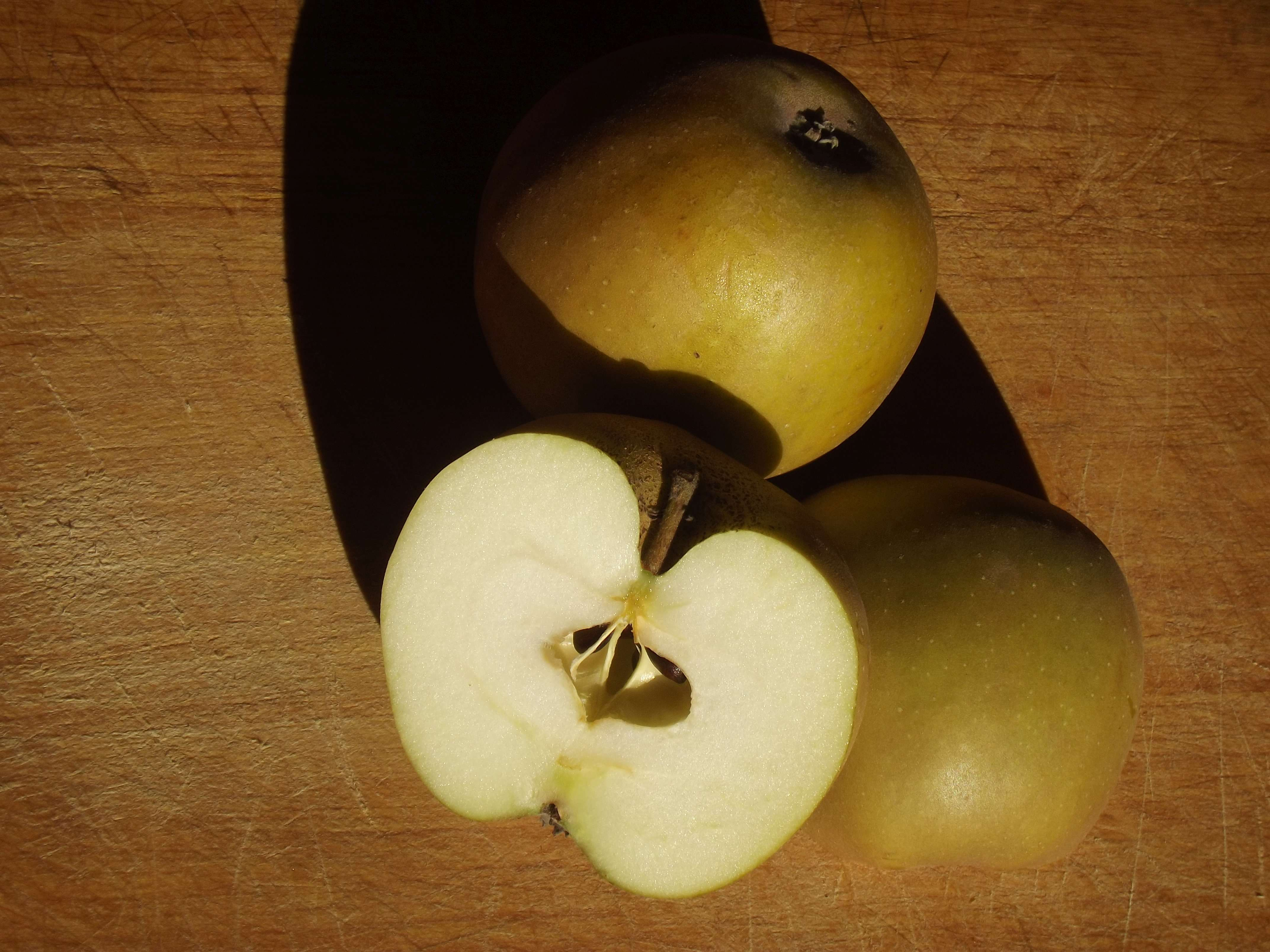
Dettaglio del frutto

Il frutto prende il nome dalla frazione Torriana di Barge, dalla quale la sua coltivazione si è diffusa nell'area circostante. L'aggettivo grigia dipende invece dall'aspetto della buccia, totalmente rugginosa. La sua forma è schiacciata, con peduncolo corto e polpa acidula con tessitura piuttosto grossolana e colore bianco-crema.
Si conserva bene anche senza l'utilizzo di tecniche di refrigerazione.

## Uso in cucina
Oltre che per il consumo fresco o come marmellata la Grigia di Torriana è adatta alla cottura al forno. A differenza di altre tipologie di mela, con la conservazione il frutto tende a diventare più saporito e aromatico.
Questa renetta è inoltre l'ingrediente principale del Tronchetto di Caterina, dolce caratteristico del quartiere torinese di Mirafiori Sud.
Questa mela è atta anche alla produzione di sidro a cui dona corpo e tannini.